# سعدي الشيرازي
سعدي الشيرازي (القرن السابع الهجري) هو شاعر ومتصوف فارسي، تميزت كتاباته بأسلوبها الجزل الواضح وقيم أخلاقية رفيعة، مما جعله أكثر كُتاب الفرس شعبية، فتخطت سمعته حدود البلدان الناطقة بالفارسية إلى عدد من مناطق وأقاليم العالم الإسلامي، وبلغت الغرب أيضاً، حيث صنف كأحد أبرز الشعراء القروسطيين الكلاسيكيين.
عاصر محنة غزو المغول لخوارزم فاضطر إلى التطواف في الأناضول والشام ومصر والعراق ليستقر آخر الأمر في مسقط رأسه شيراز. نظم الشعر بالفارسية والعربية، ومن أشهر آثاره: «كلستان سعدي» و«البوستان». وكان من شدة تأثر سعدي باللغة العربية أن اعتبره بعض النقاد الأدبيين أحد أبرز المؤثرين بالقصيدة العربية من ناحية ما أدخلته أشعاره من نظم موسيقية جديدة عبر اقتباس النظم العروضية الفارسية.

## نسبه
اختُلِف في اسمه فقيل: هو مشرّف الدين بن مصلح الدين السعدي، وشرف، ومصلح، وعبد الله، وغير ذلك، ومنهم من جعل مشرف الدين؛ أو شرف الدين، ومصلح الدين لقباً له. وتخلص في شعره باسم «سعدي»، وهو نسبة إلى سعد بن زنكي حاكم شيراز، وقيل غير هذا أيضاً. ويُسبَق اسمه بلقب «الشيخ». واختلفوا أيضاً في كنيته؛ فقيل: أبو عبد الله، وأبو محمد.

## حياته
يقول الفراتي أنه بالإمكان استخلاص تاريخ حياة الشيرازي من دواوينه الشعرية ومن نثره، خصوصاً الكلستان والبوستان. ولد سعدي في مدينة شيراز سنة 606 هـ على القول الأشهر وقيل 589 هـ وقيل غير ذلك. رحل إلى بغداد قبل سنة 623 هـ ودرس الفقه الشافعي في المدرسة النظامية، وأخذ عن عدد من علماء بغداد منهم عمر بن محمد السهروردي.
بسبب هجمات المغول آثر الشيرازي الرحيل والسياحة فذهب إلى دمشق والقدس ومكة وشمالي أفريقية. ويذكر أنه حين فارق بلاد الشام نحو سنة 634 هـ وقع أسيرا في يد الفرنجة، ففرضوا عليه أن يعمل في جبل الطين ونقل الحجارة، إلى أن لقيه أحد رؤساء حلب فافتداه. ثم عاد إلى مسقط رأسه شيراز سنة 654 هـ، وتوفي فيها بين سنة 690 و694 هـ.

## آثاره

### بوستان
البوستان ديوان منظوم بالفارسية يروي حكايات بديعة سامية ترمي إلى مدينة فاضلة شيّدها سعدي، وقد أتمها سنة 655 هـ وأهداها إلى حاكم شيراز سعد بن زنكي.
وأبيات البوستان تربو على أربعة آلاف بيت من القصص المنظومة، قُسمت إلى عدة أبواب. وقد ذكر الحاجي خليفة (ت. 1068 هـ) أن البوستان كان بمثابة «مقدّمةً لتعلّم الفرس وحفظه للصبيان» ولذا كتبوا له عدد من الشروح التركية.

### گلستان
الگلستان - ومعناها الروضة أو الحديقة - هي مجموعة من الحكايات والمواعظ، ويمزج فيها الشيرازي ما بين الشعر والنثر وما بين الفارسية والعربية، وقد أتمها سنة 656 هـ وأهداها إلى سعد بن زنكي أيضاً، وتعتبر أهم وأشهر آثار الشيرازي. وفي حديثه عن الكتاب قال بروكلمان: «أن كل فارسي، حتى يومنا هذا، ينظر إلى الكتاب كأفضل تعبير عن مظاهر الخلق القومي...ومن هنا فهو أقرب الكتب إلى قلبه». وقد ذكر صاحب كشف الظنون عددا من الشروح - العربية والفارسية - لديوان گلستان.
ولعل أشهر الأقوال التي جاءت في الگلستان - والتي تعرف بـ «بنى آدم» ومستوحاة من حديث شريف - وهي بالفارسية:
وعرّبها الفراتي:
وتعريب المخلّع:
ومما جاء في الگلستان بالعربية - في مديح النبي محمد ﷺ:

### أشعاره العربية
ترك الشيرازي ديواناً صغيراً بالعربية؛ قوامه 35 قصيدة وغزلاً ومقطعة، في 374 بيتاً، وهذا عدا عما في دواوينه الشعرية الفارسية، من شعر عربي. كما جمع في بعض أشعاره بين الفارسية والعربية. ومن قصائده العربية، رثاء لبغداد والتي عاصر سقوطها بيد المغول سنة 656 هـ، ومطلعها:
كما نُسبت إليه الأبيات التالية:
وأخرى مطلعها:
يقول عباس الخليلي النجفي أن الشيرازي «كان يحب العرب كثيرا ويفضلهم على جميع الامم حتى على قومه ... والفردوسي على الضد منه كان عدو العربية وخصم العرب فلا تجد في نظمه وهو ستون ألف بيتا الا عشرات الكلمات العربية.»

## ترجمة أشعاره وأثرها

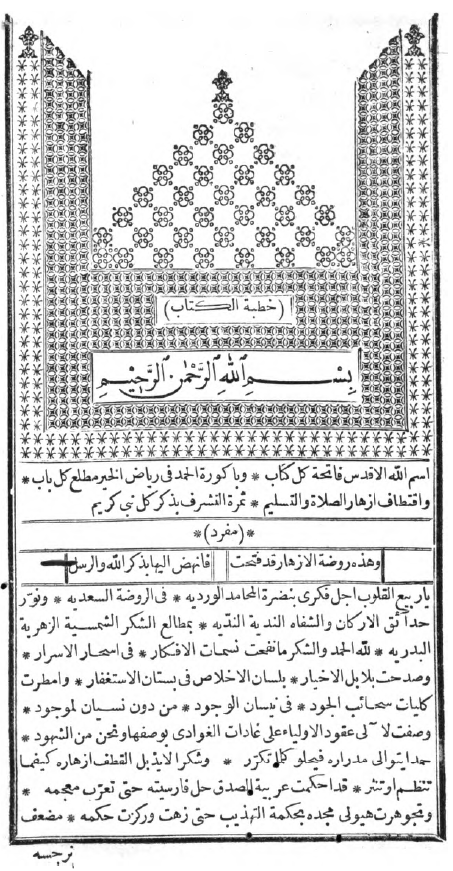
ديباجة نسخة المخلّع - بولاق 1263 هـ / 1847 م.

### إلى العربية
نقل جبرائيل بن يوسف المخلّع «الكلستان» إلى العربية، وطبعت الترجمة بعنوان «كتاب ترجمة الجلستان الفارسي العبّاره، المشير إلى محاسن الآداب بألطف إشاره»، وطبعت في مطبعة بولاق سنة 1236 هـ.
كما نقل الكلستان الشاعر محمد الفراتي بعنوان «روضة الورد» وصدرت عن دار طلاس (دمشق). كما نقلها الهندي سجاد حسين.
أما «البوستان»، فقد نقله محمد موسى هنداوي بعنوان «سعدي الشيرازي شاعر الإنسانية»، (القاهرة، 1951 م) مع مقدمة ودراسة مطولة عن حياة الشيرازي وآثاره. ونقله أيضا المصري محمد خليفة التونسي (القاهرة، الطبعة الثانية، 1414 هـ / 1994 م).

### إلى اللغات الأخرى
كان تأثير السعدي خارج بلاد فارس كبيرا في الأدبين الهندي والتركي. فقد ترجم الكلستان إلى الهندوستانية عدة مرات. وأما في اللغة التركية، فقد دخلت آثاره مبكرا، حيث ترجم التفتازاني (ت. 792 هـ) البوستان إلى التركية، وبقيت تأثير وأصداء شعر السعدي إلى فترة الأدب الحديث في تركية.
أما في الغرب، فقد ذاع صيت الكلستان أول ما ذاع بفضل الترجمة الفرنسية للمستشرق دي ريير (باريس، 1634 م). ثم أعقبت هذه الترجمة بنسخة لاتينية (بقلم Gentiuss، أمستردام، 1651 م) وثم إلى الألمانية بقلم أولياريوس سنة 1651 م. وثم بالهولندية (نقلا عن ترجمة أولياريوس) وبالإنكليزية بقلم Sullivan (لندن، 1774 م).
ووصل ديوانه البوستان إلى أوربة في القرن السابع عشر الميلادي. فقد ذُكر أن الإنكليزي توماس هايد نقلها، وأول ترجمة مطبوعة ظهرت بالهولندية، نقلها هاڤرث (D.H. Avart)، وكان ذلك سنة 1688 م.

## نقد أشعاره
أشار عددٌ من الناقدين والباحثين إلى أن شعر سعدي كان شديد التأثر بالقرآن والحديث النبوي بوصفهما مؤثران عربيان أدبيان، وقد رد آخرون على هذا القول بأن سعدي كان فارسياً متقناً للعربية، وأنه كان يستلهم معاني القرآن ويقتبس منه، ولا يعد هذا الاقتباس أو الاستلهام تأثراً بالثقافة العربية، فالقرآن هو كتاب سماوي وليس أثراً أدبياً عربياً. وقد انتقد البعض الدراسات القائلة بأن سعدي تأثر بالشعر العربي، كونها لم تتعرض لمدى تأثيره بالأشعار العربية، بما استصحبه معه كشاعر فارسي من مؤثرات أدبية فارسية إلى شعره العربي. فمن مجالات تأثر في شعر سعدي العربي: الشعر العربي الصوفي نظراً لأنه تتلمذ في المدرسة النظامية في بغداد وتأثر بشخصية الإمام الغزالي وفكره؛ الوقوف على الأطلال وهو تقليد عربي قديم يتناول غرض الوقوف على الأطلال وبكاء منازل الأحبة، وقد درج الشعراء العرب على تصدير قصائدهم به حتى غدا من أهم أغراض القصيدة العربية ومن أرسخها؛ تبنيه المقدمة الخمرية وهذه مراعاة للتقليد الجديد في بناء القصيدة العربية الذي طرأ كثورة على الشعر العربي خلال العصر العباسي، ويتناول غرض الشراب ومجالس اللهو والطرب.
أما المؤثرات الفارسية في شعره فيمكن ملاحظتها في: الأوزان والخصائص العروضية الفارسية إذ استخدم بعضاً منها في شعره العربي، الأمر الذي اعتبره البعض تجدد موسيقي فيما اعتبره آخرون مخالفةً لقواعد العروض العربية؛ المزاوجة بين الصور والأخيلة العربية ونظائرها الفارسية نظراً لتأثره بصور أدبه الفارسي وأخيلة بني جلدته من كبار الشعراء ولمخالطته العرب وتأثره بأفصح الكتب العربية، ألا وهو القرآن.

## ضريحه

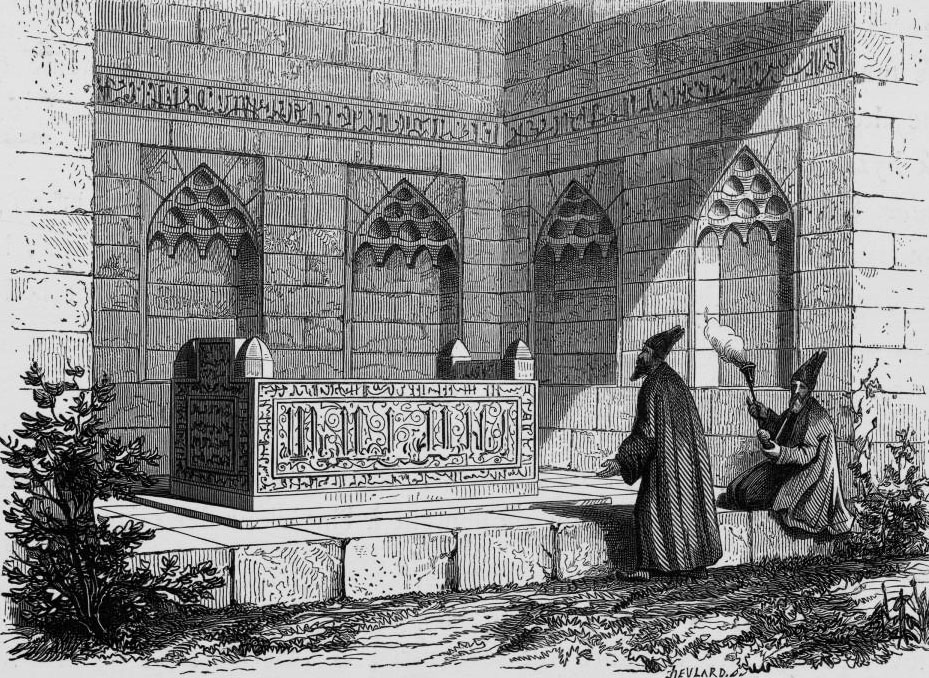
ضريح سعدي في عصر محمد شاه قاجار.

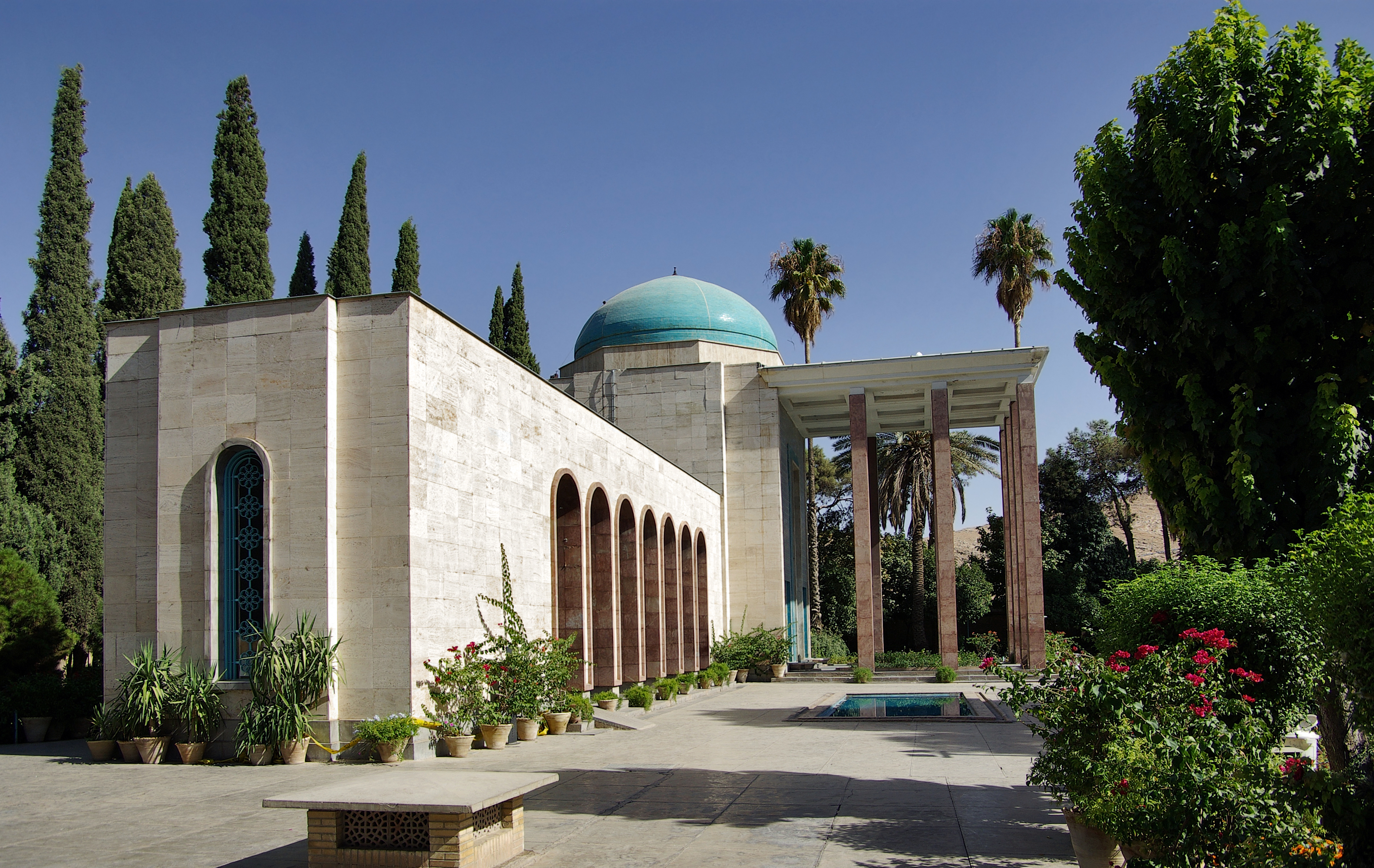
ضريح سعدي كما يبدو اليوم.

أُقيم المثوى الأخير لسعدي الشيرازي في المكان الذي كان يسكنه قبل سبعة قرون ويفضّل أن يختلي فيه مع نفسه لينظم الشعر. وهو يقع خارج مدينة شيراز، وقد تحول بعد وفاته إلى مزار يؤمّه الآلاف من متذوّقي شعره. يقول دولتشاه عن مقبرته: إنها تقع في شيراز بمكان مفرح، فيه حوض صاف وعمارة لا نظير لها، وللناس ميل لزيارتها.
كما شاهد ابن بطوطة مرقده في رحلته إلى شيراز سنة 727 هـ وقال:
ويقع ضريح السعدي بقرب مشهد الشاعر حافظ، وقد ذكر المستشرق براون أن قبر السعدي مهجور إذا ما قورن بضريح حافظ، ورجّح كون السعدي يميل إلى مذهب أهل السنة سبباً وراء ذلك.

### تصميم الضريح
بلغت مكانة سعدي لدى كريم خان زند مستوىً عالياً، حيث أمر عام 1187هـ بتجديد بناء الضريح بشكل يتلاءم ومنزلة سعدي، كما أقامت الجمعية الوطنية للآثار بناءً فخماً فيه، مزيّناً بالرخام والقيشاني الأزرق المحلّى بصور الأزهار والطيور والبلابل، تعلوه قبة لازوردية بُنيت طبقاً للتصاميم الهندسية التي كانت متّبعة في العهد الزندي. وكتبت قصيدة على لوحة معلقة على مدخل الضريح جاء فيها:
أي: تفوح رائحة العشق من تربة سعدي الشيرازي إذا شَمَمتَها بعد ألف سنة من موته.
نُقشت صورة الضريح على النقد المعدني الإيراني من فئة 5 ريالات سنة 1387 هـ. ش. كما ظهر له رسم على خلفية العملة الورقية من فئة مئة ألف ريال.